# تيتانيك 666
تيتانيك 666 (بالإنجليزية: Titanic 666)‏ (المعروف أيضًا باسم تيتانيك 3 (بالإنجليزية: Titanic 3)‏) هو فيلم رعب أمريكي لعام 2022، من إخراج نيك ليون، وهو تكملة لفيلم تيتانيك 2 الذي صدر عام 2010، تم إصداره في الولايات المتحدة في 15 أبريل 2022، بمناسبة الذكرى 110 لغرق السفينة تايتانيك.

## روابط خارجية
- تيتانيك 666 على موقع IMDb (الإنجليزية)
- تيتانيك 666 على موقع روتن توميتوز (الإنجليزية)
- تيتانيك 666 على موقع ألو سيني (الفرنسية)
- تيتانيك 666 على موقع فيلمافينيتي (الإسبانية)
- تيتانيك 666 على موقع قاعدة بيانات الفيلم (الإنجليزية)
- تيتانيك 666 على موقع ليتربوكسد (الإنجليزية)